# Дребосъчетата в Париж
„Дребосъчетата в Париж“ (на английски: Rugrats in Paris: The Movie) е американска анимационна комедия от 2000 г., базиран на анимационния сериал на Nickelodeon – „Дребосъчетата“ и е вторият филм от поредицата. Филмът отбелязва първата поява на Кими Уатанабе и нейната майка, Кира. Филмът също отбелязва появата на първите злодеи на поредицата „Дребосъчетата“ – мразещият деца Коко ЛаБуш и нейният съучастник Жан-Клод. Събитията на филма заемат място преди седмия сезон на сериала.
Филмът е пуснат в Съединените щати на 17 ноември 2000 г., почти две години след излизането на „Дребосъчетата: Филмът“ (1998). „Дребосъчетата в Париж“ беше най-добре рецензираният филм от поредицата както от критици, така и от фенове и спечели над 103 милиона долара в световен мащаб при продуцентски бюджет от 30 милиона долара.